# Johanneshowellia crateriorum
Johanneshowellia crateriorum är en slideväxtart som beskrevs av James Lauritz Reveal. Johanneshowellia crateriorum ingår i släktet Johanneshowellia och familjen slideväxter. Inga underarter finns listade i Catalogue of Life.